# Hayle
Hayle (in lingua cornica Heyl) è un paese di 8 317 abitanti della Cornovaglia, in Inghilterra.

## Amministrazione

### Gemellaggi
- Pordic, Francia